# Panamerický turnaj v ledním hokeji 2016
Panamerický turnaj v ledním hokeji 2016 byl třetí ročník turnaje v ledním hokeji, který je určen pro týmy z amerického kontinentu. Kanada ani USA se neúčastnily, zatímco ostatní země poslaly nejsilnější výběry a navíc Mexiko a Argentina B-týmy. Turnaj se hrál v jedné skupině od 6. do 12. června 2016 v hale Icedome v Ciudad de México v Mexiku. Turnaje se zúčastnilo šest mužstev, která spolu hrála v jedné skupině každé s každým. Tuto základní skupinu vyhrálo Mexiko. Následně se hrály zápasy o 1. a 3. místo a ve finále si na trestná střílení připsali vítězství hráči Kolumbie před hráči Mexika. Třetí místo vybojoval B-tým Mexika.

## Výsledky
|    |               | Mexiko | Kolumbie | Mexiko "B" | Brazílie | Argentina | Argentina "B" | V | VP | PP | P | VG | OG | B  |
| F  | Mexiko        | ***    | 6:2      | 4:1        | 4:0      | 10:1      | 18:0          | 5 | 0  | 0  | 0 | 42 | 4  | 15 |
| F  | Kolumbie      | 2:6    | ***      | 6:1        | 9:1      | 3:1       | 17:0          | 4 | 0  | 0  | 1 | 37 | 9  | 12 |
| o3 | Mexiko "B"    | 1:4    | 1:6      | ***        | 7:0      | 4:1       | 10:0          | 3 | 0  | 0  | 2 | 23 | 11 | 9  |
| o3 | Brazílie      | 0:4    | 1:9      | 0:7        | ***      | 4:1       | 8:1           | 2 | 0  | 0  | 3 | 13 | 22 | 6  |
| 5. | Argentina     | 1:10   | 1:3      | 1:4        | 1:4      | ***       | 10:2          | 1 | 0  | 0  | 4 | 14 | 23 | 3  |
| 6. | Argentina "B" | 0:18   | 0:17     | 0:10       | 1:8      | 2:10      | ***           | 0 | 0  | 0  | 5 | 3  | 63 | 0  |

### O umístění
|    | Finále     | Kolumbie   | Mexiko   |
| 1. | Kolumbie   | ***        | 3:2      |
| 2. | Mexiko     | 2:3        | ***      |
|    | o 3. místo | Mexiko "B" | Brazílie |
| 3. | Mexiko "B" | ***        | 2:0      |
| 4. | Brazílie   | 0:2        | ***      |